# Obszar ochrony uzdrowiskowej
Obszar ochrony uzdrowiskowej – obszar, któremu został nadany taki status, zgodnie z ustawą z dnia 28 lipca 2005 r. o lecznictwie uzdrowiskowym, uzdrowiskach i obszarach ochrony uzdrowiskowej oraz gminach uzdrowiskowych, spełniający łącznie następujące warunki (art. 34, ust. 1, pkt 1, 2, 4 i 5 tej ustawy):
- posiada złoża naturalnych surowców leczniczych o potwierdzonych właściwościach leczniczych,
- posiada klimat o właściwościach leczniczych,
- spełnia określone w przepisach o ochronie środowiska wymagania w stosunku do środowiska,
- posiada infrastrukturę techniczną w zakresie gospodarki wodno-ściekowej, energetycznej, w zakresie transportu zbiorowego, a także prowadzi gospodarkę odpadami.

Aby obszar mógł stać się uzdrowiskiem, na jego terenie powinny znajdować się zakłady lecznictwa uzdrowiskowego i urządzenia lecznictwa uzdrowiskowego, przygotowane do prowadzenia lecznictwa uzdrowiskowego (art. 34 ust. 1 pkt 3 tej ustawy).

## Obecne obszary ochrony uzdrowiskowej
| Nazwa obszaru                                   | Gmina                                                         | Województwo              | Granice obszaru | Rok nadania statusu |
| ----------------------------------------------- | ------------------------------------------------------------- | ------------------------ | --- | ------------------- |
| Obszar Ochrony Uzdrowiskowej Frombork           | Frombork                                                      | woj. warmińsko-mazurskie | miasto Frombork i sołectwa: Bogdany i Ronin                                                                                              | 2015                |
| Obszar Ochrony Uzdrowiskowej Czarny Dunajec     | Czarny Dunajec                                                | woj. małopolskie         | sołectwo Czarny Dunajec i sołectwo Piekielnik                                                                                            | 2016                |
| Obszar Ochrony Uzdrowiskowej Miłomłyn           | Miłomłyn                                                      | woj. warmińsko-mazurskie | miasto Miłomłyn i sołectwa: Bagieńsko i Tarda                                                                                            | 2016                |
| Obszar Ochrony Uzdrowiskowej Lidzbark Warmiński | miasto Lidzbark Warmiński, Lidzbark Warmiński (gmina wiejska) | woj. warmińsko-mazurskie | Osiedle Uzdrowiskowe na terenie Lidzbarka Warmińskiego wraz z sołectwami: Medyny i Łabno                                                 | 2016                |
| Obszar Ochrony Uzdrowiskowej Kazimierza Wielka  | Kazimierza Wielka                                             | woj. świętokrzyskie      | miasto Kazimierza Wielka oraz sołectwa: Cudzynowice, Donosy, Słonowice                                                                   | 2019                |
| Obszar Ochrony Uzdrowiskowej Górowo Iławeckie   | Górowo Iławeckie                                              | woj. warmińsko-mazurskie | sołectwa: Gałajny, Czyprki i Woryny | 2019                |
| Obszar Ochrony Uzdrowiskowej Czarniecka Góra    | Stąporków                                                     | woj. świętokrzyskie      | sołectwa: Czarna, Czarniecka Góra, Janów i Błotnica                                                                                      | 2023                |
| Obszar Ochrony Uzdrowiskowej Pińczów            | Pińczów                                                       | woj. świętokrzyskie      | część miasta Pińczów – Osiedle Zdrojowe, część sołectwa Włochy – Osiedle Górki-Włochy, sołectwa: Pasturka, Bogucice Drugie i Grochowiska | 2024                |

## Dawne obszary ochrony uzdrowiskowej
| Nazwa obszaru                                   | Gmina                      | Województwo       | Granice obszaru                                                                      | Rok nadania statusu | Rok pozbawienia statusu | Uwagi |
| ----------------------------------------------- | -------------------------- | ----------------- | ------------------------------------------------------------------------------------ | ------------------- | ----------------------- | --- |
| Obszar Ochrony Uzdrowiskowej Latoszyn           | Dębica (gmina wiejska)     | woj. podkarpackie | sołectwo Latoszyn i sołectwo Podgrodzie                                              | 2012                | 2022                    | Sołectwu Latoszyn oraz sołectwu Podgrodzie został nadany status uzdrowiska, które otrzymało nazwę „Uzdrowisko Latoszyn” |
| Obszar Ochrony Uzdrowiskowej Skierniewice–Maków | miasto Skierniewice, Maków | woj. łódzkie      | Osiedle Zdrojowe na terenie Skierniewic wraz z sołectwami: Maków, Krężce i Dąbrowice | 2013                | 2023                    | Zmiana planów rozwojowych miasta Skierniewice                                                                           |

## Podstawa prawna
- Ustawa z dnia 28 lipca 2005 r. o lecznictwie uzdrowiskowym, uzdrowiskach i obszarach ochrony uzdrowiskowej oraz gminach uzdrowiskowych (Dz.U. z 2023 r. poz. 151)